# 大角咀（維港灣）公共運輸交匯處
大角咀（維港灣）公共運輸交匯處（英語：Tai Kok Tsui (Island Harbourview) Public Transport Interchange）是香港一個有蓋坑狀車站，位於大角咀奧海城商場一期地面，靠近奧運站及維港灣。

## 歷史
維港灣公共運輸交匯處於1999年正式啟用，取代前大角咀碼頭巴士總站，但因為本站受東涌綫及機場快綫路軌和西九龍公路分隔，遠離大角咀舊區和奧海城商場二期，車輛出入不便，位于旺角西的柏景灣總站於2000年7月啟用後，部份巴士路線遷往該站。連同位於滙豐中心地面的奧運站公共運輸交匯處啟用後，本總站使用率不高，但自機場巴士城巴E21線進駐後，本總站的使用率增加。
環島大陸通亦利用該巴士總站作為中港直通巴士車站，提供由大角咀經深圳灣口岸往深圳、廣州、東莞等內地城市的直通巴士服務。

## 總站路線資料（巴士）

### 九龍巴士13D線
- 寶達 ↔ 維港灣

1968年4月12日投入服務，來往秀茂坪寶達邨及大角咀維港灣，途經觀塘市中心、牛頭角、新蒲崗、九龍城、旺角等地方，在九龍巴士213M線投入服務前是九龍市區服務時間最長的巴士路線。

### 九龍巴士43C線
- 青衣（長康邨） → 大角咀（維港灣）（上午繁忙時間班次）
大角咀（維港灣） → 青衣（長亨邨）（下午繁忙時間班次）

1977年5月7日投入服務，途經長青邨、美孚、長沙灣、深水埗、旺角、大角咀，於2014年2月22日改為繁忙时間服務。

### 九龍巴士87B線
- 新田圍 ↔ 維港灣

1984年9月30日投入服務，是一條來往沙田頭和大角咀的巴士路線，是途經顯徑邨、隆亨邨、獅子山隧道、石硤尾、深水埗及旺角。

### 城巴E21、E21D線
E21
- 大角咀（維港灣） ↔ 航天城

於1997年5月22日配合青嶼幹線通車投入服務，2005年12月20日延長至由此開出，途經旺角、深水埗、長沙灣、荔枝角、荃灣路、青荃橋、青衣西路、青嶼幹線、東涌市中心、機場後勤區及一號客運大樓，只於每天14:10 - 00:00 (往大角咀)/05:30 - 15:50 (往機場)提供服務，為城巴首條北大嶼山對外巴士路線。
E21D
- 大角咀（維港灣） ↔ 航天城

於2022年8月29日投入服務，此線起訖點及繞經與E21相同，不同的是繞經東涌北不經東涌，只於每天05:30 - 13:50 (大角咀)/16:10 - 00:00 (往機場)提供服務。

### 城巴E21C線
- 大角咀（維港灣） ↔ 飛機維修區

於2016年8月22日投入服務，途經旺角、深水埗、長沙灣、荔枝角、葵涌交匯處、青嶼幹線及機場後勤區，只於平日上午繁忙時間由此站開出一班及於平日下午繁忙時間開出一班往此站。

### 城巴N20線
- 大角咀（維港灣） → 啟德（沐安街）

於2020年7月20日投入服務，途經奧運站、旺角、亞皆老街、九龍城、新蒲崗、德朗邨及啟晴邨。

## 總站路線資料（專線小巴）

### 九龍區專線小巴46線
- 麗晶花園 ↔ 維港灣／奧運站

### 九龍區專線小巴70線
- 鑽石山站 ↔ 維港灣

### 九龍區專線小巴78線
- 維港灣 ↔ 尖沙咀（北京道）

2003年8月28日投入服務，途經君匯港、匯豐中心、海富苑、富榮花園、柏景灣、渡船角、中港城、海港城。

### 九龍區專線小巴78A線
- 維港灣 → 尖沙咀（北京道）

2010年1月17日投入服務，途經海富苑、富榮花園、柏景灣、渡船角、中港城、海港城。袛於平日早上繁忙時間提供服務。

## 過往路線
- 九龍巴士16線（已遷往旺角（柏景灣）公共運輸交匯處）
- 城巴20線（已遷往海達公共運輸交匯處）
- 九龍巴士87線（已取消服務）
- 九龍巴士87A線（2000年已遷往旺角（柏景灣）公共運輸交匯處，2014年取消服務）
- 九龍巴士887線（2000年已遷往旺角（柏景灣）公共運輸交匯處）
- 城巴E21A線（已遷往愛民巴士總站）

## 外部連結
- 大角咀（維港灣）公共運輸交匯處 （页面存档备份，存于），城巴／新巴
- 九巴（页面存档备份，存于）